# 馬尼拉大屠殺
馬尼拉大屠殺（Manila massacre）也稱馬尼拉大慘案，發生在第二次世界大戰菲律賓馬尼拉戰役中，共有超過10万人遇難。

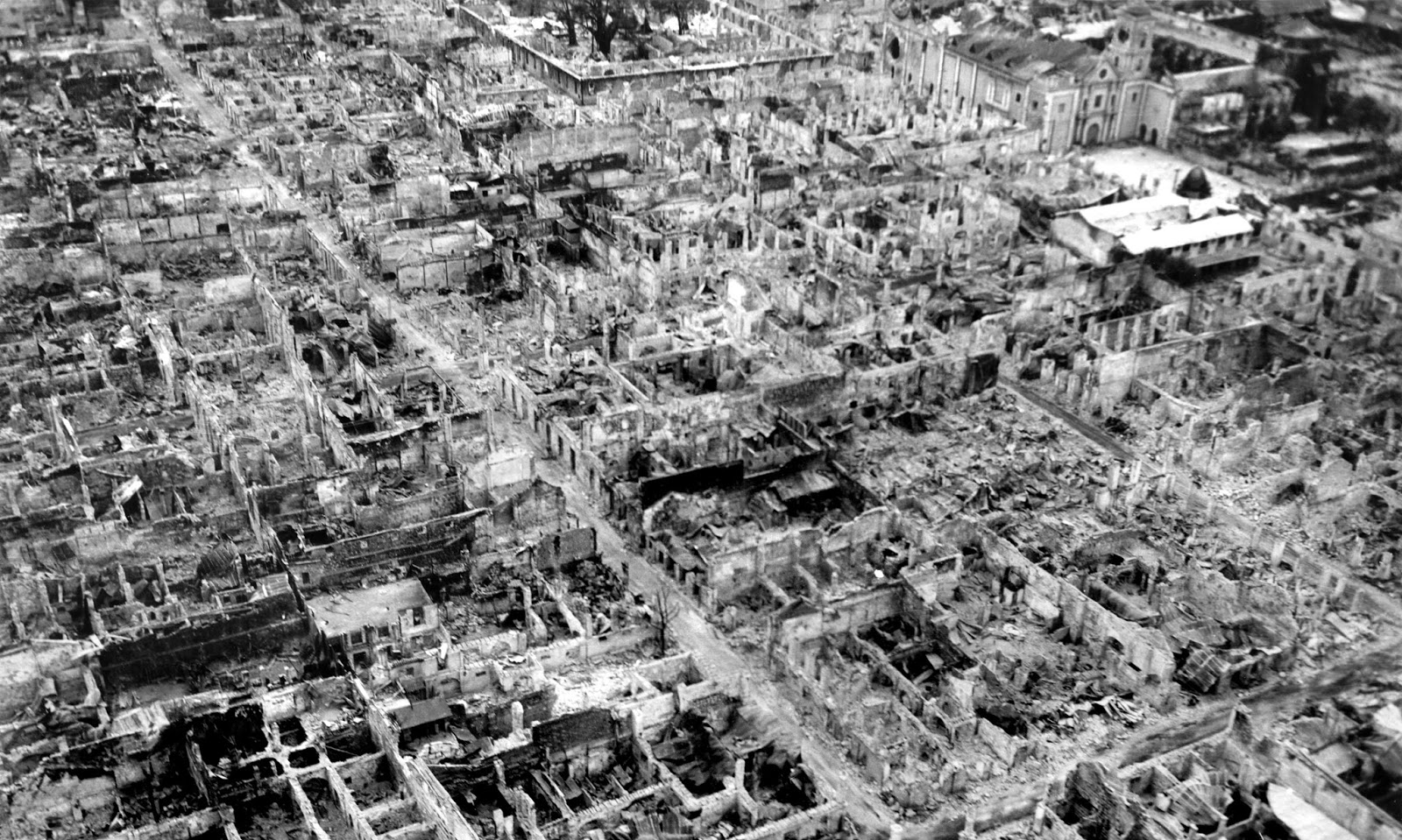
被摧毀的馬尼拉城，1945年5月。

## 過程
1942年1月2日菲律賓首都馬尼拉被日本軍所佔領。
1945年2月二战太平洋战争末期，日军在菲律賓諸島節節敗退。在美軍兵臨馬尼拉之前，日軍方面，陸軍第14方面軍大將司令官山下奉文考慮到大量民眾不可能在短期內撤出，宣布馬尼拉為不设防城市，並將司令部撤往碧瑤，下令部隊撤出馬尼拉；但以海軍少將岩淵三次為首的海軍陸戰隊拒絕服從，此外陸軍的3個大隊也拒絕撤出馬尼拉。結果日軍仍有14,300名陸海軍官兵仍在馬尼拉市內，以及700,000來不及撤出的菲律賓平民。
在馬尼拉戰役期間，美軍強攻馬尼拉，日軍對平民的屠殺達到高峰；直到2月23日美軍奪回，據知死亡的菲律賓人總數達100,000人以上，平均每天有3,000人遇害。死亡的100,000人中，哪些是日軍直接屠殺的、哪些是雙方交火中死亡，已難以判定，因為美軍的炮火同樣把街道化為灰燼。
战后远东国际军事法庭裁定：日軍曾在聖保羅大學一次殺害994名菲律賓兒童；1945年2月4日至2月10日，日軍在巴石河南岸肆意姦淫屠殺，燒毀了教堂和圖書館，燒死避難所的3,000名難民；1945年2月5日，日軍勒令城中男女分開排列街上，將男子用機關槍射殺，將女子肆意強姦後射殺，用手榴彈炸死來不及殺害的無辜百姓，屍橫遍地。
此役日軍戰死者約12,000人，美軍戰死者約1,020人、受傷5,565人。平民老百姓死伤約100,000人至150,000人之間，約為當時馬尼拉人口數的10%。
戰後成為菲律賓總統的埃爾皮迪奧·基里諾，岳母、妻子與5個兒女中的3個都在屠殺中遇害。日後在韓戰期間菲律賓政府對日本提出80億美元的戰爭賠償遭到日本拒絕後，基里諾立刻在1天之內下令將14名日本戰犯處決。
屠殺倖存者成立“铭记马尼拉1945基金会”，举办纪念活动，要求日本政府承认日军暴行並正式道歉，不要篡改历史。

## 外部連結
- The Battling Bastards of Bataan
- The Historical Atlas of the Twentieth Century by Matthew White （页面存档备份，存于）